# FC Aufbau Sternberg
Der FC Aufbau Sternberg ist ein Fußballverein in der westmecklenburgischen Kleinstadt Sternberg. Er unterhält zwei Männermannschaften und sieben Nachwuchsteams. Dem Verein gehören etwa 200 Mitglieder an (Stand 2020).

## Geschichte
Der FC Aufbau ist ein Nachfolgeverein der Betriebssportgemeinschaft Aufbau Sternberg, die seit den 1950er Jahren bis 1990 bestand. Nach dem Zweiten Weltkrieg wurden auf Betreiben der sowjetischen Besatzungsmacht in ihrem Bereich alle bisherigen Sportvereine verboten. Zugelassen wurden zunächst locker organisierte Sportgemeinschaften (SG). Eine solche entstand 1948 auch in Sternberg mit den Sparten Fußball und Wassersport. Nach der Einführung der Betriebssportgemeinschaften (BSG) in der Ostzone und später in der DDR wurde 1952 in Sternberg die SG in die BSG Aufbau umgewandelt.
Während die Segler DDR-weit von sich reden machten (3. Platz in der DDR-Meisterschaft der 420er Jollen durch Volker Schön), kam die Fußballsektion der BSG Aufbau über das Bezirksliga-Niveau nicht hinaus. Ihr größter Erfolg war der Gewinn des Fußballbezirkspokals im Jahre 1973 und die damit verbundene Qualifikation für den DDR-weiten Fußballpokalwettbewerb 1973/74. Dort kam die BSG Aufbau jedoch nicht über die erste Runde hinaus, das Heimspiel gegen die Zweitligamannschaft der TSG Wismar ging klar mit 0:4 verloren.
Als nach dem Wegfall der ökonomischen Grundlagen infolge der deutschen Wiedervereinigung die BSG Aufbau aufgelöst werden musste, gründeten ihre bisherigen Sektionen eigene Vereine. Dabei entstand 1991 auch der FC Aufbau Sternberg, der die vorhandenen Fußballmannschaften der BSG übernahm. Die erste Männermannschaft spielte zeitweise in die Landesklasse, ab 2009 achte Spielklasse nach Auflösung der Bezirksliga.

## Sportanlage
Der FC Aufbau nutzt das im Nordosten der Stadt gelegene städtische „Stadion Am See“. Der Komplex ist ausgerüstet mit einem Rasenplatz mit moderner Leichtathletikanlage-Anlage und einem Nebenplatz mit Kunstrasen. Für die Zuschauer stehen eine Sitztribüne mit 250 Plätzen und 2200 Stehplätze zur Verfügung. Das Stadion wurde in den 1950er Jahren erbaut und 2001 umfassend saniert.

## Fußball-Statistik
- Bezirksliga Schwerin (3., 4. Spielklasse): 1953–1958
- Bezirksklasse Schwerin (5., 4. Spielklasse): 1959–1967
- Bezirksliga Schwerin (3. Spielklasse): 1967–1970
- Bezirksklasse Schwerin (4. Spielklasse): 1970/71
- Bezirksliga Schwerin (3. Spielklasse): 1971–1984
- Bezirksklasse Schwerin (4. Spielklasse): 1984–1990
- Bezirksliga Schwerin (3. Spielklasse, DDR): 1990/91
- FDGB-Pokal 1973/74 (I. Hauptrunde): Aufbau Sternberg – TSG Wismar 0:4
- FDGB-Pokal 1979/80 (Zwischenrunde): Aufbau Sternberg – BSG Schiffahrt/Hafen Rostock 1:0 (I. Hauptrunde); Aufbau Sternberg – FC Hansa Rostock 1:3 (Zwischenrunde)